# Uporaba fetalnog tkiva u cjepivima
Uporaba fetalnog tkiva u cjepivima je praksa istraživanja, razvoja i proizvodnje cjepiva primjenom kultiviranih (laboratorijski uzgojenih) ljudskih fetalnih stanica. Cjepiva iz zakonski obaveznog programa cijepljenja u Republici Hrvatskoj proizvedena su koristeći ljudske stanične linije fetusa (humane diploidne stanice) i ne sadrže tragove ljudske DNK abortiranih fetusa jer cjepiva prolaze proces purifikacije kojim se otklanjaju preostali stanični dijelovi i stanična DNA. Cjepivo protiv rubeole koje je dio obaveznog programa cijepljenja u Republici Hrvatskoj sadrži živi atenuirani virus rubeole, soj Wistar RA 27/3 koji je izoliran iz zaraženog abortiranog fetusa.
Dok cjepiva protiv bakterijskih bolesti nemaju etički problematičnu pozadinu jer su voda, soli, šećer i aminokiseline dovoljni za umnožavanje bakterija, za proizvodnju cjepiva protiv virusnih bolesti potrebne su žive stanice, jer se virusi razmnožavaju samo u živim stanicama koje potječu iz pilećeg tkiva, majmunskih stanica bubrega, inkubiranih kokošjih jaja, stanica kvasca, ali i iz ljudskog fetusnog tkiva.
Obrađene stanice od pobačene djece (ljudske stanične linije fetusa) za proizvodnju aktivnih cjepiva protiv virusnih zaraznih bolesti prodaju se na tržištu od 1960-ih godina. Aktivna cjepiva protiv hepatitisa A, rubeola i vodenih kozica se proizvode i danas koristeći isključivo ljudske stanične linije fetusa, jer su one hranjivi medij za umnožavanje oslabljenih virusa potrebnih za proizvodnju. 
Bez uporabe ljudskih fetalnih stanica proizvode se antivirusna cjepiva protiv gripe, ospica, zaušnjaka, dječje paralize, hepatitisa B, krpeljnog meningoencefalitisa i žute groznice.

## Ljudska stanična linija WI-38 i virusni soj RA 27/3
Do danas su za proizvodnju cjepiva od živih, oslabljenih virusa, tj. aktivnih cjepiva korištene dvije ljudske stanične linije izvedene iz tkiva pobačene djece: Prva je bila linija WI-38 (s Wistar Instituta Sveučilišta Pennsylvania). WI-38 utemeljio je 1961.g. dr. Leonard Hayflick uklanjanjem plućnih stanica s pobačenog, otprilike 3 mjeseca starog ženskog fetusa. Do pobačaja je došlo, jer su roditelji smatrali da već imaju dovoljno djece. U članku u američkom časopisu Diseases of Childhood, dr. Stanley Plotkin o podrijetlu ove stanične linije: "Ovaj fetus je dr. Sven Gard odabrao specifično za tu svrhu." WI-38 korišten je u proizvodnji povijesnog cjepiva protiv rubeole RA 27/3.
Kod komercijalno dostupnog cjepiva protiv rubeole u EU, i virus i njegova kultura potiču od pobačene djece. Virus rubeole potječe od djeteta koje je abortirano u Sjedinjenim Američkim Državama tijekom epidemije rubeole 1964. godine, kada je ženama koje su bile zaražene savjetovano da prekinu trudnoću. Virus je pronađen kod 27. pobačenog djeteta, koje je poput ostale djece odmah nakon pobačaja secirano. Naziva se virusnim sojem RA 27/3, pri čemu R znači rubeola, A je abortus, 27 je 27. pobačeni fetus i 3 je treći uzorak tkiva. Liječnik koji je izvršio pobačaj usko je surađivao s Institutom Wistar kako bi prikupio pobačenu djecu i izolirao virus. Virus je zatim uzgojen u stanicama pluća (WI-38) drugog pobačenog, oko 3 mjeseca starog ženskog fetusa. Novo cjepivo razvijeno je u Philadelphiji i testirano na siročadi.

## Ljudska stanična linija MRC-5
Druga linija ljudskih stanica koja se koristi za proizvodnju cjepiva od živih, oslabljenih virusa, tj. aktivnih cjepiva je linija MRC-5 (iz Londonskog medicinskog istraživačkog vijeća) s ljudskim fetalnim plućnim stanicama. Potječu iz muškog fetusa starog 14 tjedana kojeg je 27-godišnja žena abortirala u Velikoj Britaniji iz "psihijatrijskih razloga". MRC-5 je 1966.g. proizveo J.P. Jacobs.
Osim ove dvije, proizvedene su i druge ljudske stanične linije u farmaceutske svrhe, ali se one ne koriste za cjepiva koja su trenutno dostupna u Hrvatskoj. Stanične linije koje su nastale od pobačenih fetusa 1960-ih i danas se koriste kao medij za umnožavanje potrebnih virusa za izradu cjepiva. Potrebno je samo vrlo malo „materijala“ za izradu cjepiva, tako da još uvijek postoji dovoljno supstrata iz tada proizvedenih staničnih linija, koje su duboko smrznute u tekućem dušiku.

## Veza pobačaja i cjepiva
Farmaceutske tvrtke poriču postojanje neposredne veze između pobačaja i cjepiva. Tvrde da pobačaj nije proveden u cilju dobivanja fetalnih stanica za proizvodnju cjepiva. Međutim, dr. Hayflick je 1961.g. obrazložio da je ekonomično i jednostavno koristiti fetalno tkivo za razliku od drugih kultura koje nisu tako lako dostupne: "Izdvajanje i karakterizacija humanih diploidnih staničnih linija dobivenih iz fetalnog tkiva čini ovu vrstu stanica prikladnom kao supstrat za proizvodnju virusnih cjepiva." Budući da fetalne stanice ne opstaju dugo bez posebnih mjera, znanstvenici koji rade na cjepivu, moraju usko surađivati s liječnicima koji provode pobačaje na dobivanju željenog tkiva. Američki embriolog Dr. C. Ward Kischer kaže: „Da bi se sačuvalo 95% stanica, potrebno je pripremiti živo tkivo u roku od pet minuta. U roku od sat vremena propadanje stanica bi se nastavilo i uzorci bi postali bezvrijedni." Tkivo fetusa iz spontanih pobačaja je bezvrijedno za staničnu kulturu cjepiva, jer je uzrok pobačaja često virusna ili bakterijska infekcija, kromosomski defekt ili slični poremećaj koji tkivo čini beskorisnim za stroge standarde proizvođača cjepiva.

## Moralne dvojbe
Etički neproblematično alternativno aktivno cjepivo protiv vodenih kozica do danas nije dostupno na svjetskom tržištu. Međutim, aktivna cjepiva protiv hepatitisa A i protiv rubeole koja se ne proizvode od pobačene djece uz pomoć ljudskih staničnih linija dostupna su u Japanu, ali je njihov uvoz u EU zabranjen.
Etička procjena s kršćanskog stanovišta o cjepivima u kojima se za proizvodnju koriste stanice iz pobačenih fetusa objavljena je u izjavi Papinske akademije za život u srpnju 2005. godine: "Moralna razmišljanja o cjepivima za čiju proizvodnju se koriste stanice abortiranih fetusa".
„Bilo koji oblik formalnog sudjelovanja (dijeljenje zloćudne namjere) u djelu onih koji su izvršili pobačaj koji je omogućio proizvodnju fetalnog tkiva potrebnog za proizvodnju cjepiva moralno je zabranjen.Svi koji u određenoj mjeri surađuju dijeleći namjeru da izvrše pobačaj s ciljem proizvodnje spomenutih cjepiva, zapravo sudjeluju u istom moralnom zlu kao to osoba koja je izvršila pobačaj.“
„Izrada, distribucija i stavljanje na tržište cjepiva napravljenih korištenjem biološkog materijala dobivenog od pobačenih fetusa su moralno nedopustivi, jer mogu promicati daljnje pobačaje za proizvodnju takvih cjepiva.“
„Treba uzeti u obzir još jedan aspekt, a to je oblik pasivnog materijalnog sudjelovanja koje proizvođači ovih cjepiva čine, ako nisu javno osudili i odbacili izvorni nemoralni čin (pobačaj) i ako ne istovremeno istražuju i promoviraju alternativnu proizvodnju cjepiva za iste bolesti koje su moralno prihvatljiva. Takvo pasivno materijalno sudjelovanje jednako je zabranjeno.“
„Upotreba cjepiva čija je proizvodnja povezana s pobačajem znači posrednu pasivnu materijalnu suradnju u pobačaju.“
U svibnju 2020. su kardinal Joseph Zen nadbiskup Hong Konga u miru, kardinal Müller pročelnik Kongregacije za nauk vjere u miru i brojni drugi biskupi Katoličke Crkve potpisali apel u kojemu pozivaju na poštovanje „neotuđivih prava građana i njihovih temeljnih sloboda“ u kontekstu nametnutih mjera raznih država u borbi protiv COVID-19. U tom apelu piše: „Sjetimo se kao pastiri da je za katolike moralno neprihvatljivo razvijati ili koristiti cjepiva dobivena iz materijala pobačenih fetusa.“

## Stav Katoličke crkve
Katolička crkva protivi se pobačaju. Ipak, Papinska akademija za život zaključila je 2005. godine da roditelji mogu svojoj djeci omogućiti primanje cjepiva od fetalnog tkiva. Ova je Akademija također pozvala na razvoj novih cjepiva koja se mogu proizvesti na druge načine.  Nacionalni katolički centar za bioetiku navodi da "... moralno je slobodan koristiti cjepivo bez obzira na njegovu povijesnu povezanost s pobačajem. Razlog je taj što rizik za javno zdravlje, ako se odluči ne cijepiti, premašuje legitimnu zabrinutost zbog podrijetla cjepiva ... ".